# Italo Zingarelli
Italo Zingarelli (1930. január 15. – 2000. április 29.) olasz producer, a Bud Spencer és Terence Hill páros megformálója. Aktív éveiben, 1954 és 1995 között 26 filmet készített. 1981-ben a zsüri tagja volt a 31. Berlini Nemzetközi Filmfesztiválon.

## Jelentősebb művei
- Il gladiatore invincibile (A legyőzhetetlen gladiátor), 1962
- Ötfős hadsereg, 1969
- Az ördög jobb és bal keze, 1970

## Fordítás
- Ez a szócikk részben vagy egészben  az   Italo Zingarelli című angol Wikipédia-szócikk ezen változatának fordításán alapul.  Az eredeti cikk szerkesztőit annak laptörténete sorolja fel. Ez a jelzés csupán a megfogalmazás eredetét és a szerzői jogokat jelzi, nem szolgál a cikkben szereplő információk forrásmegjelöléseként.